# Euxoa amorpha
Euxoa amorpha är en fjärilsart som beskrevs av Charles Boursin 1964. Euxoa amorpha ingår i släktet Euxoa och familjen nattflyn. Inga underarter finns listade i Catalogue of Life.